# Дзамбони, Гуэльфо
Гуэльфо Дзамбони (итал. Guelfo Zamboni) — итальянский дипломат, спасавший евреев во время Второй мировой войны в Греции.

## Биография
Гуэльфо Дзамбони родился в 1896 году в Санта-Софии. Во время Второй мировой войны, находясь на посту итальянского консула в городе Салоники, Гуэльфо Дзамбони спас от депортации в нацистские концентрационные лагеря в Аушвице 280 евреев.
В 1942 году в Салониках жила крупнейшая в мире община евреев-сефардов (56 000), многие из которых были итальянского происхождения. В июне 1942 года рейнсляйтер Айнзацтаба Розенберг начал систематическую конфискацию городских архивов, библиотек и рукописей, которые были отправлены в Институт еврейских исследований во Франкфурте-на-Майне. В период с марта по август 1943 года немцы депортировали почти все еврейское население Салоник в концлагеря и лагеря смерти.
Замбони не смог предотвратить трагедию, но он сделал все возможное, чтобы спасти итальянских евреев. Ему также удалось продлить временное итальянское гражданство для 280 греческих евреев. Эти сертификаты итальянского гражданства с рукописным знаком «временный» были вручены многим людям, которые не говорили и не понимали по-итальянски, но якобы являлись дальними родственниками. Такие документы получили 350 человек. Таким образом, они были спасены от депортации.
Замбони покинул Салоники 18 июня 1943 года и вернулся в Рим. Его работа по спасению евреев была продолжена его преемником Джузеппе Каструччо. Позже Каструччо организовал «поезд спасения», который перевозил евреев с итальянскими паспортами в Афины, которые в то время находились под итальянской оккупацией.
В 1992 году израильский Институт Катастрофы и героизма «Яд ва-Шем» направил официальное благодарственное письмо Гуэльфо Дзамбони в знак признания его заслуг в помощи евреям Салоник.